# Tycho de Hofman
Tycho de Hofman, född 1714, död 1754, var en dansk ämbetsman, bror till Hans och Niels de Hofman. 
de Hofman, som blev höjesteretsassessor 1750, författade Portraits historiques des hommes illustres de Dannemark (1746; utgiven på danska, med förbättringar och tillägg, av Sandvig, "Historiske efterretninger om velfortjente danske adelsmænd", 3 band, 1777-79).